# Abația Cîteaux
Abația Notre-Dame de Cîteaux [siˈto] (în franceză Abbaye Notre-Dame de Cîteaux) este abația fondatoare a ordinului din Cîteaux (ordinul cistercian). Ea este situată în comuna Saint-Nicolas-lès-Cîteaux, departamentul Côte-d'Or, cantonul Nuits-Saint-Georges, în Burgundia-Franche-Comté din Franța, la aproximativ 25 km la sud de Dijon, capitala departamentului Côte-d’Or. Acesta se află pe malul râului Vouge, un afluent al Saône.

## Istoric
Abația a fost fondată în anul 1098 în Ducatul Burgundia de către Robert de Molesme, abate al Abației Notre-Dame de Molesme, a fost dedicată Mariei, mama lui Cristos, și pusă sub protecția ducilor de Burgundia.
Depinzând direct de Statele Papale prin dreptul pontifical, Ordinul cistercian este aprobat, în mod oficial, la 23 decembrie 1119, prin Carta Caritatis (Carta Carității și Unanimității) a papei burgund Calixt al II-lea, pentru reluarea și punerea în aplicare a Reformei Gregoriene în întregul Occident creștin, în timpul Renașterii din secolul al XII-lea, făcând din Cîteaux abația mamă fondatoare a peste două mii de mănăstiri din Regatul Franței și din întreaga creștinătate occidentală. Ea este un centru spiritual major care influențează profund timp de peste șapte secole viața spirituală, economică și politică din Evul Mediu, din Occidentul creștin, cu o reîntoarcere spre respectarea mai riguroasă a Regulei mănăstirești originale a Sfântului Benedict, ca și cea aplicată de puternicul Ordin din Cluny de la Abația Cluny vecină. Acest nou ordin monastic cunoaște un avânt considerabil în întreaga Europă grație unui călugăr burgund emblematic, Bernard de Clairvaux (1090-1153).
În urma Revoluției Franceze, când au fost confiscate bunurile clerului și ale nobilimii, abația, bunurile sale și domeniul său agricol de peste 13.000 de hectare, au fost confiscate, iar în mare parte distruse, sau vândute ca Bun național în 1791. După 1898, vreo douăzeci de cistercieni-trapiști din Ordinul trapist (OCSO), ocupă din nou abația și îi redă viața spirituală. În prezent și-a regăsit rangul de abație din fruntea ordinului cistercienilor-trapiști, și îi perpetuează îndelungata sa istorie și tradiție. Din 1978 este clasificată ca monument istoric.

### Fondarea
Potrivit tradiției, istoria abației Cîteaux începe la 21 martie din anul 1098, o zi cu dublă semnificație (sărbătoarea Sfântului Benedict de Nursia și duminica Floriilor).

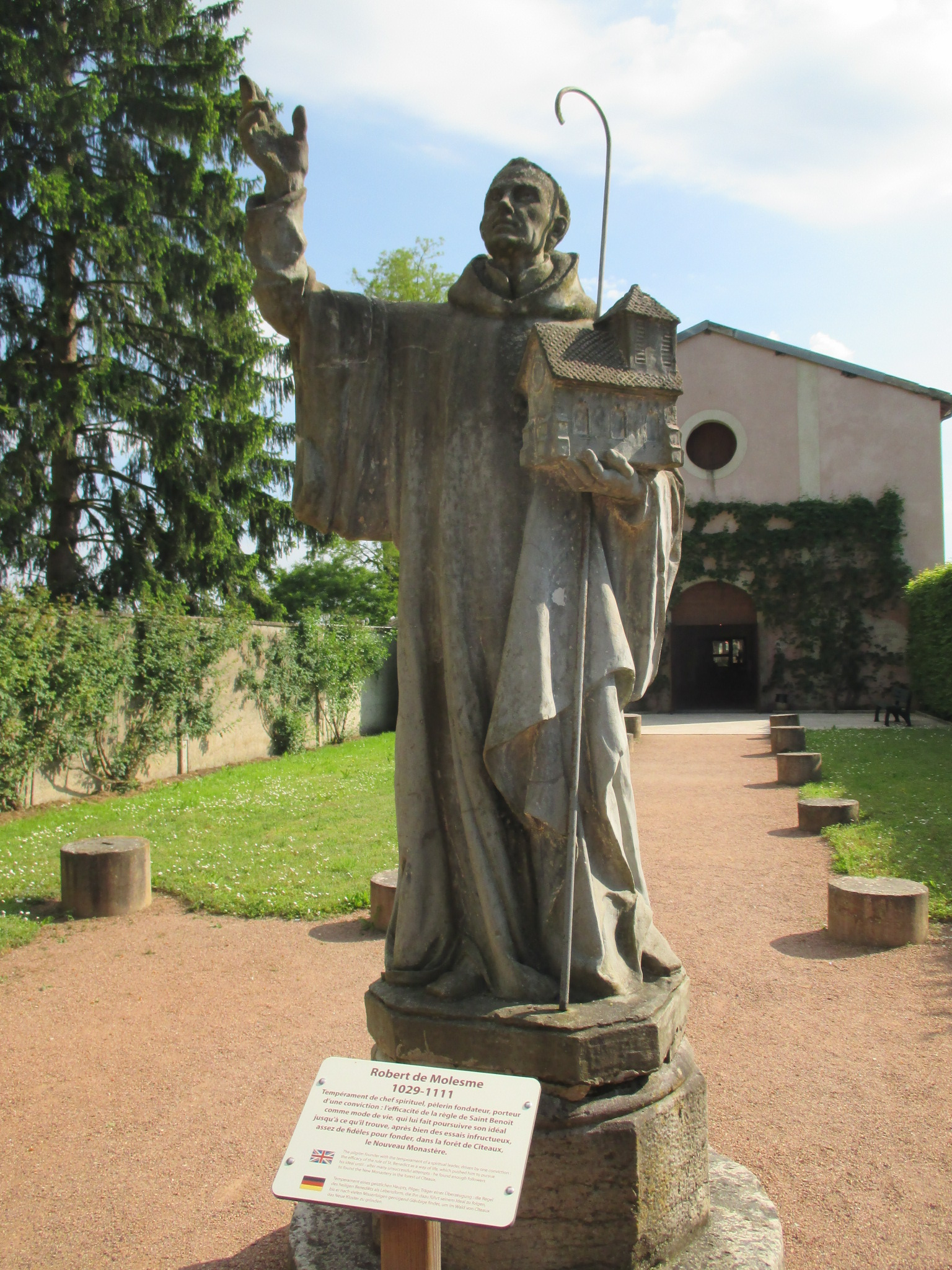
Statuie a lui Robert de Molesme, abate fondator
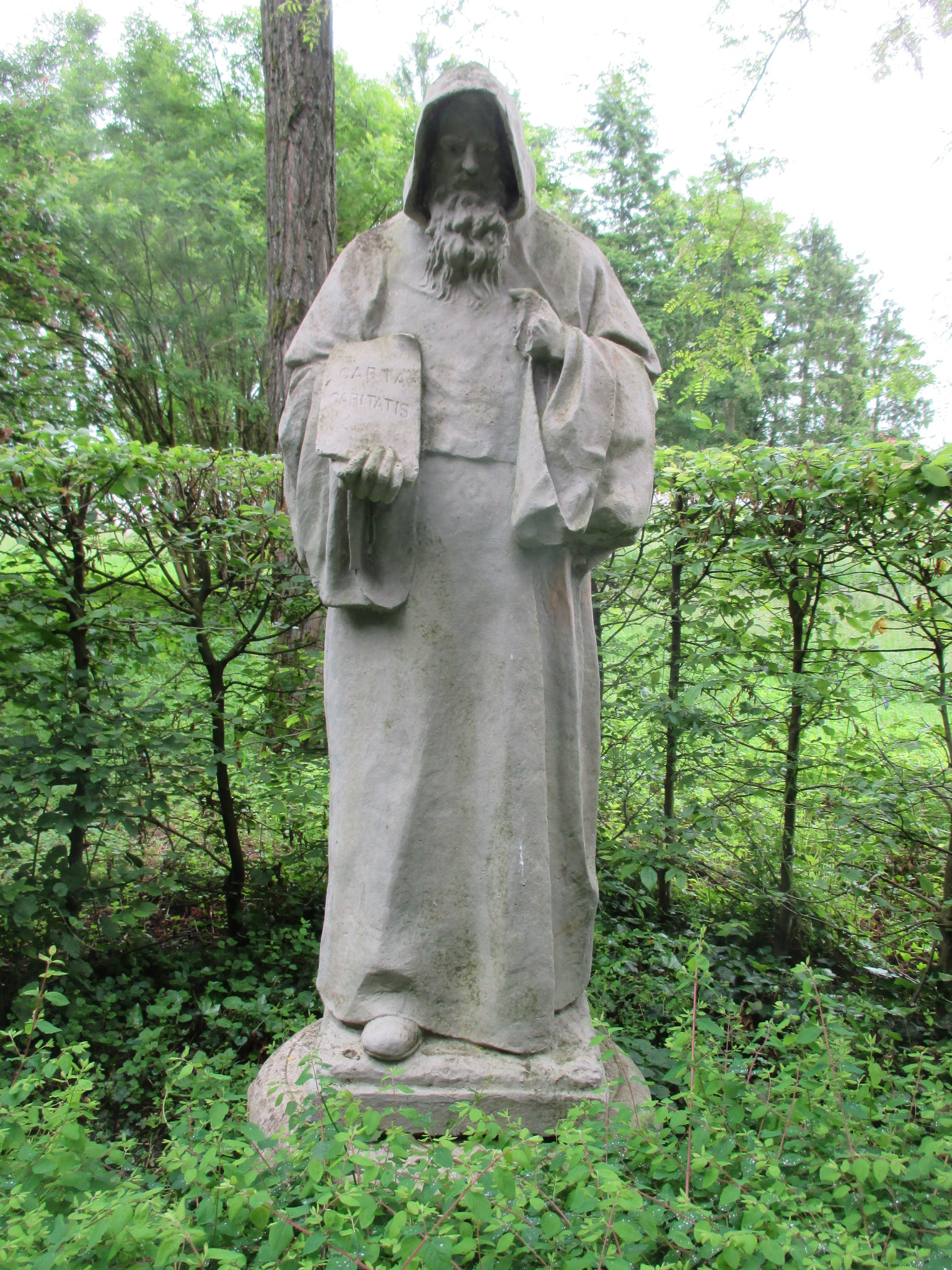
Statuie a lui Étienne Harding, al treilea abate fondateur
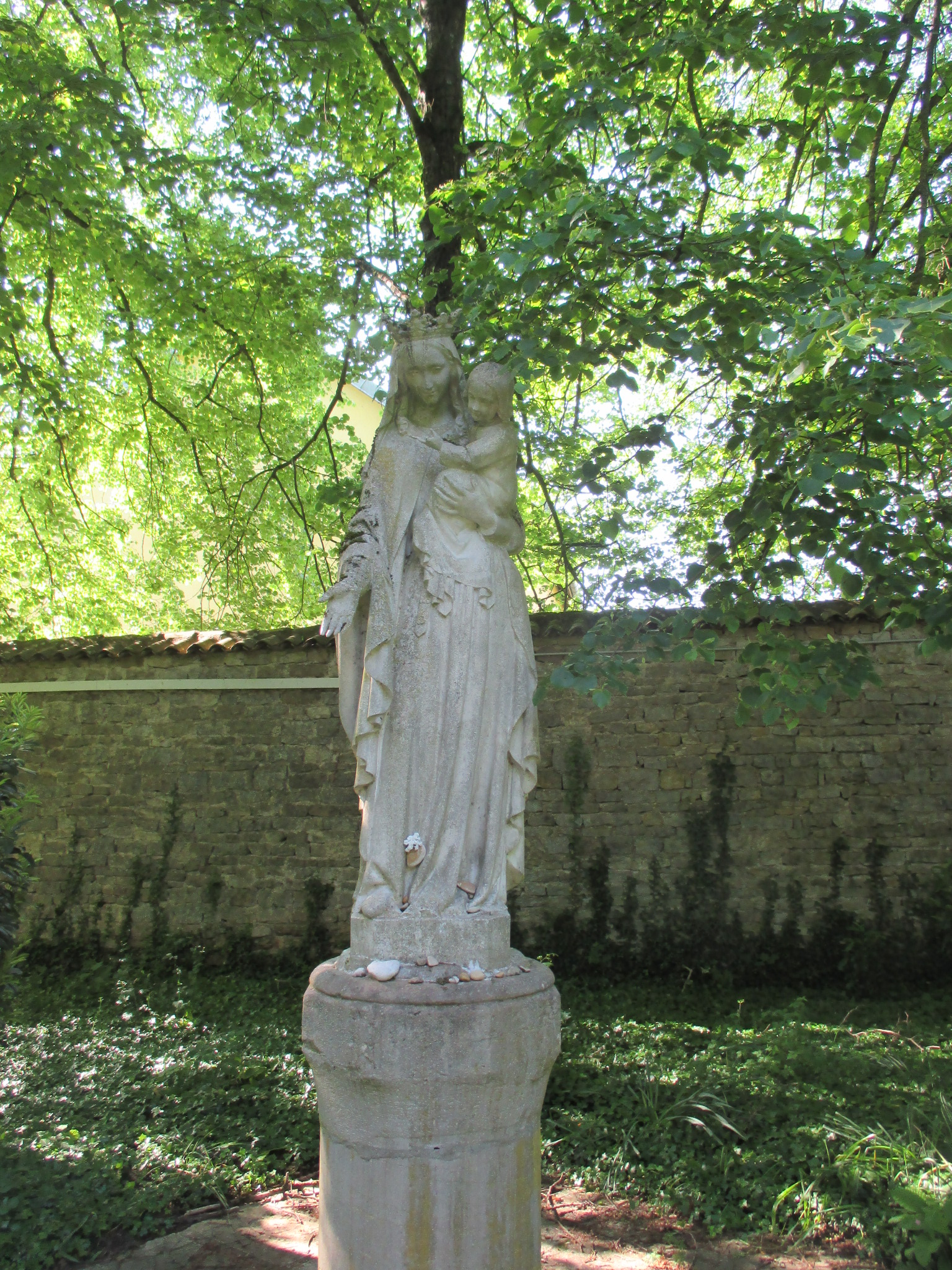
Statuie a Mariei, Maica Domnului
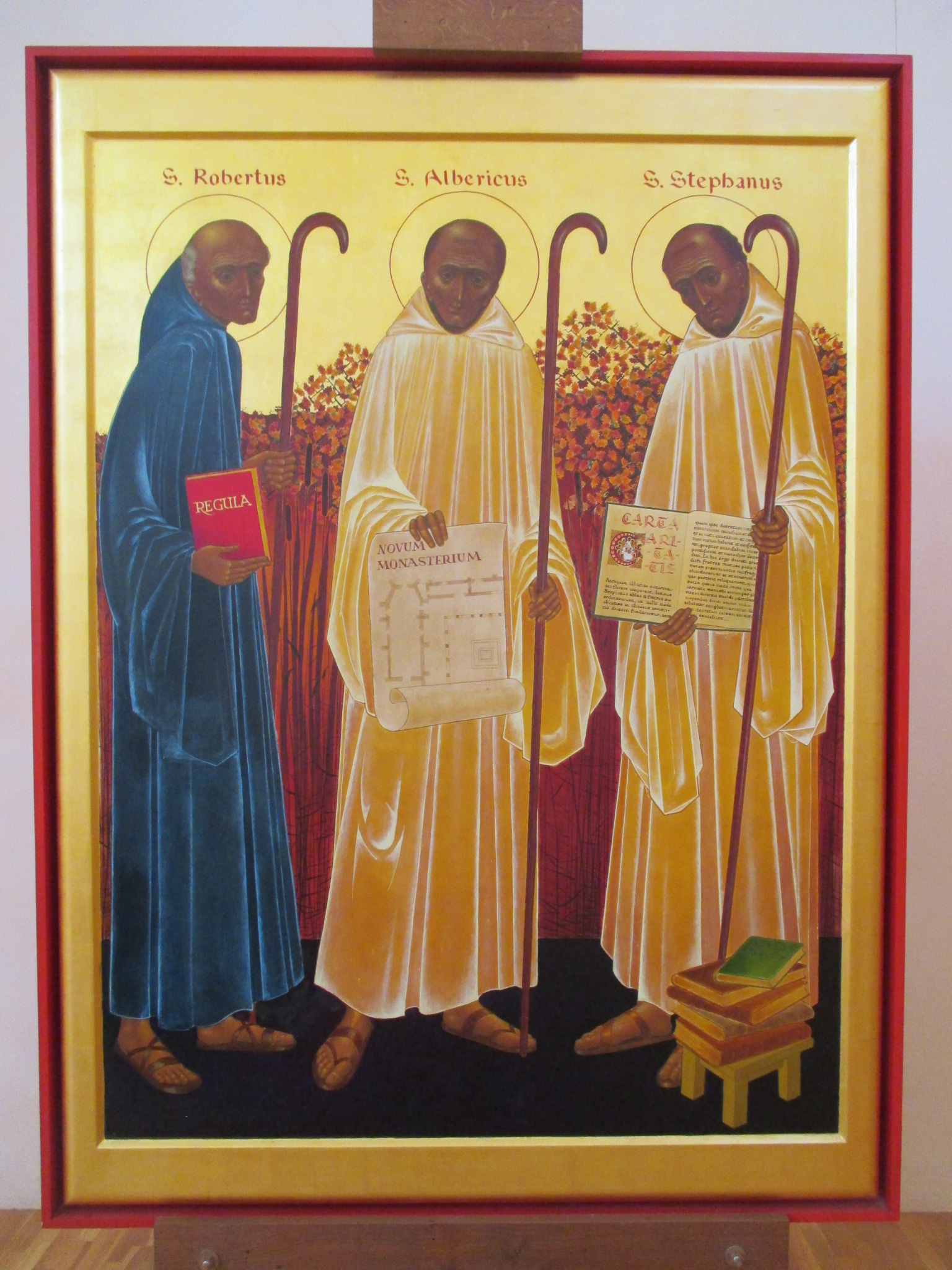
Cei trei abați fondatori Robertus, Alberticus, Stephanus
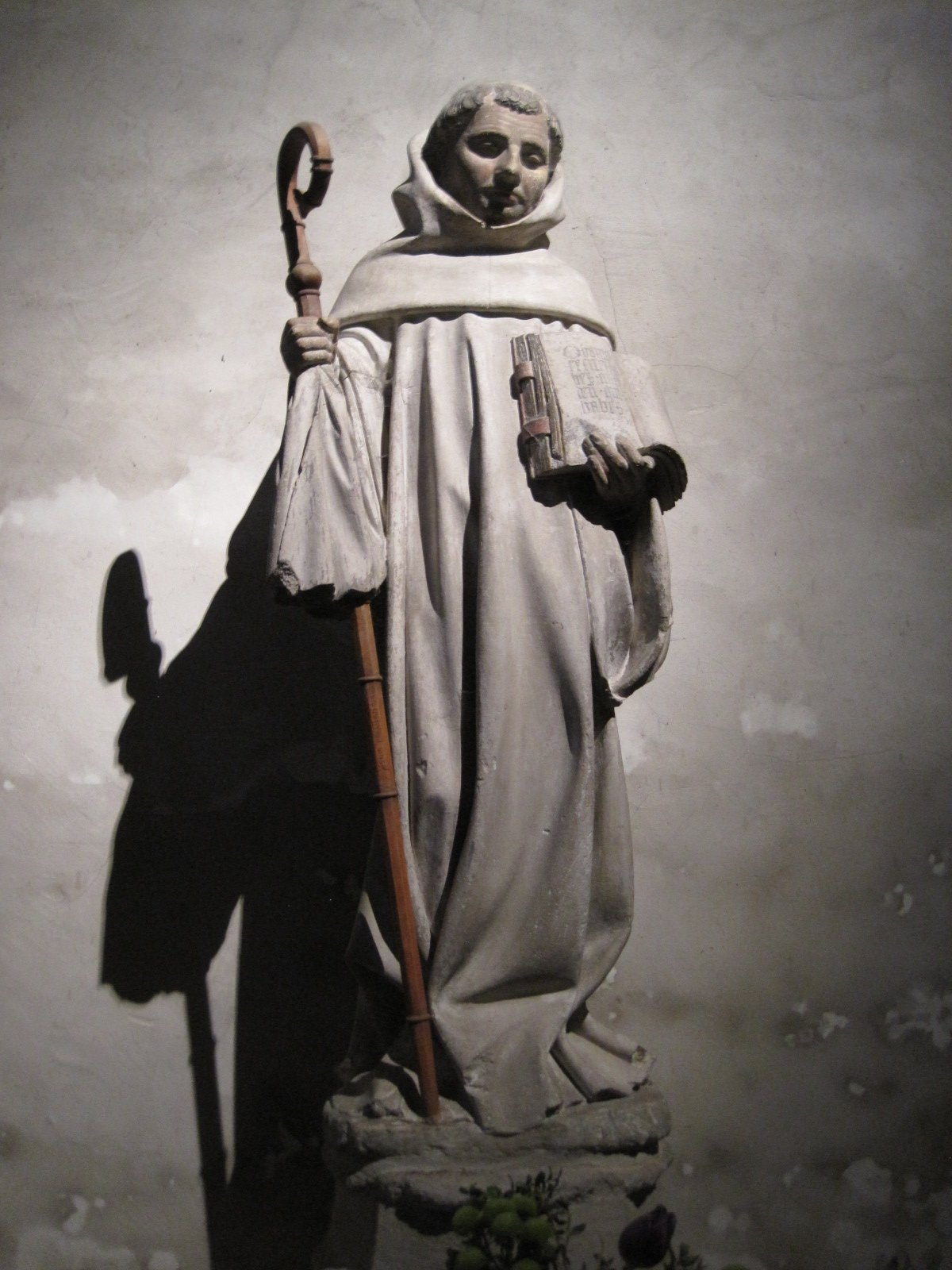
Bernard de Clairvaux
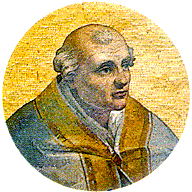
Calixt al II-lea, papa semnatar al Carta Caritatis a Ordinului Cistercian